# Novalići
Novalići je naseljeno mjesto u sastavu općine Gradačac, Federacija Bosne i Hercegovine, BiH.

## Stanovništvo
| Novalići           |              |
| godina popisa      | 1991.        |
| Muslimani          | 472 (98,74%) |
| Srbi               | 4 (0,84%)    |
| Hrvati             | 0            |
| Jugoslaveni        | 0            |
| ostali i nepoznato | 2 (0,42%)    |
| ukupno             | 478          |